# Jan Hoag
Pour les articles homonymes, voir Hoag.
Jan Hoag est une actrice américaine née le 19 septembre 1948 à Portland en Oregon.

## Filmographie

### Cinéma
- 1991 : My Heroes Have Always Been Cowboys : une infirmière
- 1996 : Le Dentiste : Candy
- 1998 : Progeny : Ida l'infirmière
- 2000 : The Extreme Adventure of Super Dave : une fan
- 2000 : Sale Môme : la touriste au kiosque à journaux
- 2000 : Ed Gein, le boucher : Irene Hill
- 2002 : Role of a Lifetime : la réceptionniste du Chick
- 2004 : Un Noël de folie ! : la directrice de la chorale
- 2005 : Dating Games People Play : Saphron Jenkins
- 2006 : Raising Flagg : Juge Walters
- 2007 : Evan tout-puissant : la voisine
- 2010 : Faster : la réceptionniste
- 2014 : Small Time : la femme achetant un camion
- 2014 : Wild : Annette
- 2018 : Destroyer : la mère de Toby
- 2019 : 3 from Hell : Betty Lou
- 2022 : The Fabelmans de Steven Spielberg : Nona

### Télévision
- 1990 : Arabesque : l'amoureuse des livres (1 épisode)
- 1991 : Columbo : une femme (1 épisode)
- 1991 : Madame est servie : Jan (1 épisode)
- 1991 : Les Dessous de Palm Beach : Kim (1 épisode)
- 1993 : Notre belle famille : une fan (1 épisode)
- 1993 : CBS Schoolbreak Special (1 épisode)
- 1994 : Mariés, deux enfants (1 épisode)
- 1994 : Under Suspicion (1 épisode)
- 1995 : Melrose Place : Kelly l'infirmière (3 épisodes)
- 1997 : Murphy Brown : une assistante (1 épisode)
- 1997 : Le Visiteur : une infirmière (1 épisode)
- 1998 : Sunset Beach : Doreen (1 épisode)
- 1999 : Good Versus Evil : Cheryl (1 épisode)
- 1999-2001 : The Norm Show : Margaret Brown (2 épisodes)
- 2000 : Providence : l'agent immobilière (1 épisode)
- 2000 : Amy : Alison Schaeffer (1 épisode)
- 2001 : The Ellen Show : Francine (1 épisode)
- 2002 : Buffy contre les vampires : Cousine Carol (1 épisode)
- 2004 : Touche pas à mes filles : une secrétaire (2 épisodes)
- 2004 : Desperate Housewives (1 épisode)
- 2005 : Eyes : Tracy Williams (1 épisode)
- 2005 : Médium (1 épisode)
- 2006 : Malcolm : une réceptionniste de l’hôpital (S7.Ep.19)
- 2006 : Gilmore Girls : une infirmière (1 épisode)
- 2006 : FBI : Portés disparus : Mlle Ford (1 épisode)
- 2006 : Boston Justice : Jane Baker (1 épisode)
- 2008 : Nip/Tuck : Margot (1 épisode)
- 2008 : Mad Men : Edith Schilling (1 épisode)
- 2009 : Saving Grace : Molly (1 épisode)
- 2009 : Esprits criminels : Betts (1 épisode)
- 2011 : The Middle : l'infirmière Fahler (1 épisode)
- 2011 : Glee : Roberta (1 épisode)
- 2012 : The Big Bang Theory : Lillian (1 épisode)
- 2014 : Shameless : Sœur Ann Halloran (1 épisode)
- 2015 : Scream Queens : Agatha Bean (3 épisodes)
- 2016 : The Young Pope : Rose (1 épisode)
- 2019 : Baskets : une infirmière (1 épisode)
- 2020 : Coop and Cami Ask the World : une parieuse (1 épisode)